# Lysandra reverdini
Lysandra reverdini är en fjärilsart som beskrevs av Ruggero Verity 1915. Lysandra reverdini ingår i släktet Lysandra och familjen juvelvingar. Inga underarter finns listade i Catalogue of Life.